# Aziz Behich
Aziz Behich, né le 16 décembre 1990 à Melbourne (Australie), est un footballeur international australien qui évolue au poste de latéral gauche à Melbourne City.

## Biographie
Il est né en Australie. Son père, d'origine chypriote turque, était lui-même footballeur.

### Carrière en club
Le 29 janvier 2013, Behich signe à Bursaspor, équipe du championnat turc.
Le 11 mars 2013, il fait ses débuts sous ses nouvelles couleurs face à Fenerbahçe en remplaçant à la 69e minute Tuncay Sanli.
Le 24 mai 2019, il s’engage avec l'Istanbul Başakşehir FK, contre 1 million d'euros.

### Carrière en équipe nationale

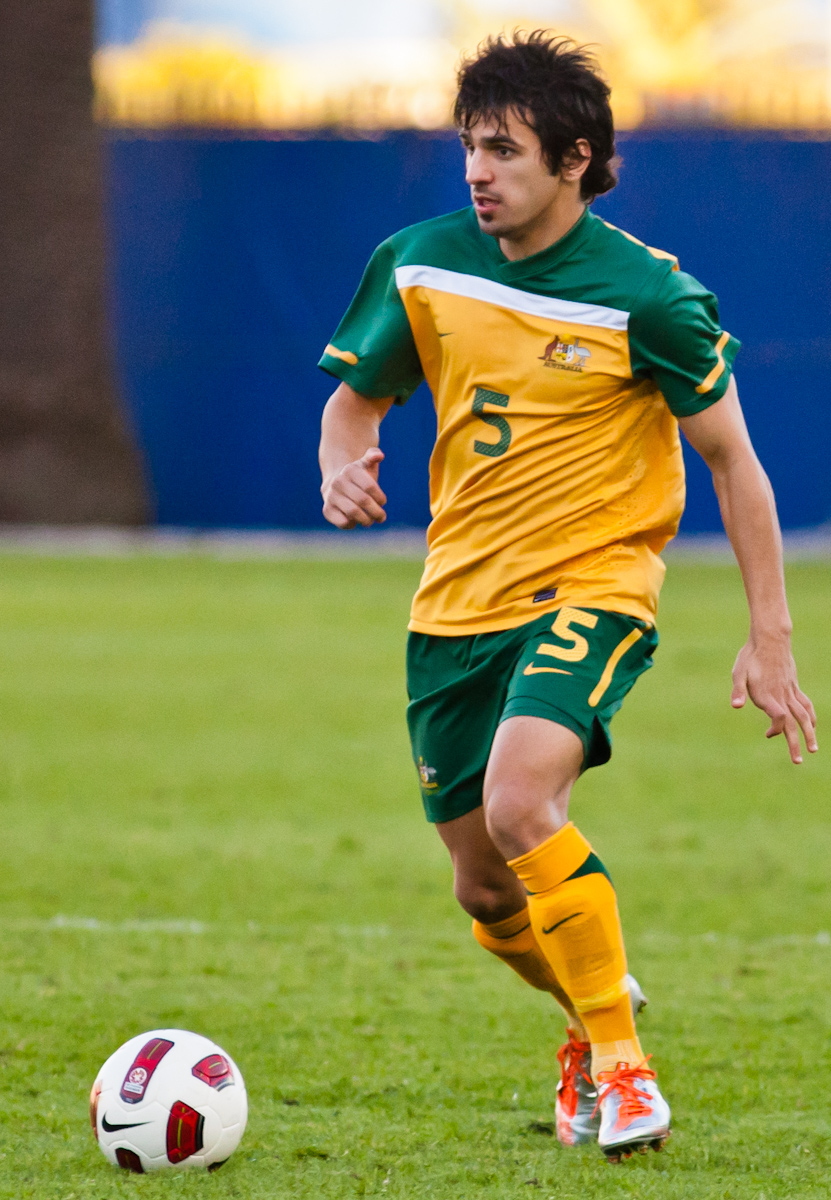
Behich avec l'Australie en 2011 en football

Aziz Behich est convoqué pour la première fois par le sélectionneur national Holger Osieck pour un match amical face à la Corée du Sud le 14 novembre 2012. Il entre en jeu à la place de Carl Valeri à la 57e minute de jeu.
Il remporte avec sa sélection la Coupe d'Asie 2015 battant en finale la Corée du Sud sur le score de 2-1 après prolongations. 
Deux ans plus tard, il est convoqué pour participer à la Coupe des confédérations 2017 où l'Australie sorti dès la phase de poules. 
Appelé pour disputer la Coupe du monde 2018, il marque lors du premier match de poule, le 16 juin 2018, à la lutte avec Paul Pogba, un but contre son camp, face à la France (score final 1-2). Il est titulaire lors des deux matchs suivants mais ne peut éviter l'élimination de son équipe à l'issue des phases de groupes.
Il est de nouveau appelé pour disputer la Coupe d'Asie 2019, les Socceroos s'inclineront en quarts-de-finale contre les Émirats arabes unis. 
Le 8 novembre 2022, il est sélectionné par Graham Arnold pour participer à la Coupe du monde 2022.

## Statistiques

### Statistiques en club
| Saison                | Club                  | Championnat           | Championnat | Championnat | Coupe(s) nationale(s) | Coupe(s) nationale(s) | Compétition(s) continentale(s) | Compétition(s) continentale(s) | Compétition(s) continentale(s) | Sélection | Sélection | Sélection | Total | Total |
| Saison                | Club                  | Division              | M.          | B.          | M.                    | B.                    | Comp.                          | M.                             | B.                             | Équipe    | M.        | B.        | M.    | B.    |
| 2009-2010             | Melbourne Victory     | A-League              | 5           | 0           | -                     | -                     | -                              | -                              | -                              | -         | -         | -         | 5     | 0     |
| 2010-2011             | Melbourne Heart       | A-League              | 27          | 0           | -                     | -                     | -                              | -                              | -                              | -         | -         | -         | 27    | 0     |
| 2011-2012             | Melbourne Heart       | A-League              | 24          | 1           | -                     | -                     | -                              | -                              | -                              | -         | -         | -         | 24    | 1     |
| 2012-2013             | Melbourne Heart       | A-League              | 12          | 0           | -                     | -                     | -                              | -                              | -                              | Australie | 5         | 2         | 17    | 2     |
| 2013-2014             | Melbourne Heart       | A-League              | 24          | 1           | -                     | -                     | -                              | -                              | -                              | Australie | 0         | 0         | 24    | 1     |
| 2014-2015             | Bursaspor             | Süper Lig             | 29          | 0           | 8                     | 0                     | C3                             | 2                              | 0                              | Australie | 7         | 0         | 46    | 0     |
| Total sur la carrière | Total sur la carrière | Total sur la carrière | 121         | 2           | 8                     | 0                     | -                              | 2                              | 0                              | Australie | 12        | 2         | 143   | 4     |

### Buts internationaux
| Buts d'Aziz Behich en sélection | Buts d'Aziz Behich en sélection | Buts d'Aziz Behich en sélection | Buts d'Aziz Behich en sélection | Buts d'Aziz Behich en sélection | Buts d'Aziz Behich en sélection | Buts d'Aziz Behich en sélection                | Buts d'Aziz Behich en sélection |
|                                 | Date                            | Lieu                            | Adversaire                      | Score                           | Résultat                        | Compétition                                    |                                 |
| ------------------------------- | ------------------------------- | ------------------------------- | ------------------------------- | ------------------------------- | ------------------------------- | ---------------------------------------------- | ------------------------------- |
| 1                               | 9 décembre 2012                 | Hong Kong Stadium, Hong Kong    | Taipei chinois                  | 5 - 0                           | 8-0                             | Éliminatoires de la Coupe d'Asie de l'Est 2013 |                                 |
| 2                               | 9 décembre 2012                 | Hong Kong Stadium, Hong Kong    | Taipei chinois                  | 7 - 0                           | 8-0                             | Éliminatoires de la Coupe d'Asie de l'Est 2013 |                                 |